# Kostel Nejsvětější Trojice (Horní Dunajovice)
Kostel Nejsvětější Trojice je římskokatolický chrám v obci Horní Dunajovice v okrese Znojmo. Je chráněn jako kulturní památka České republiky. Je farním kostelem farnosti Horní Dunajovice.

## Historie
První kostel v obci byl postaven v roce 1540, během třicetileté války zpustl. Ruina byla opravena roku 1702, roku 1783 došlo k opravě a rozšíření kostela. V tomto roce také proběhlo svěcení na kostel Nejsvětější Trojice. Roku 1818 byla nově zastropena loď. 

## Popis

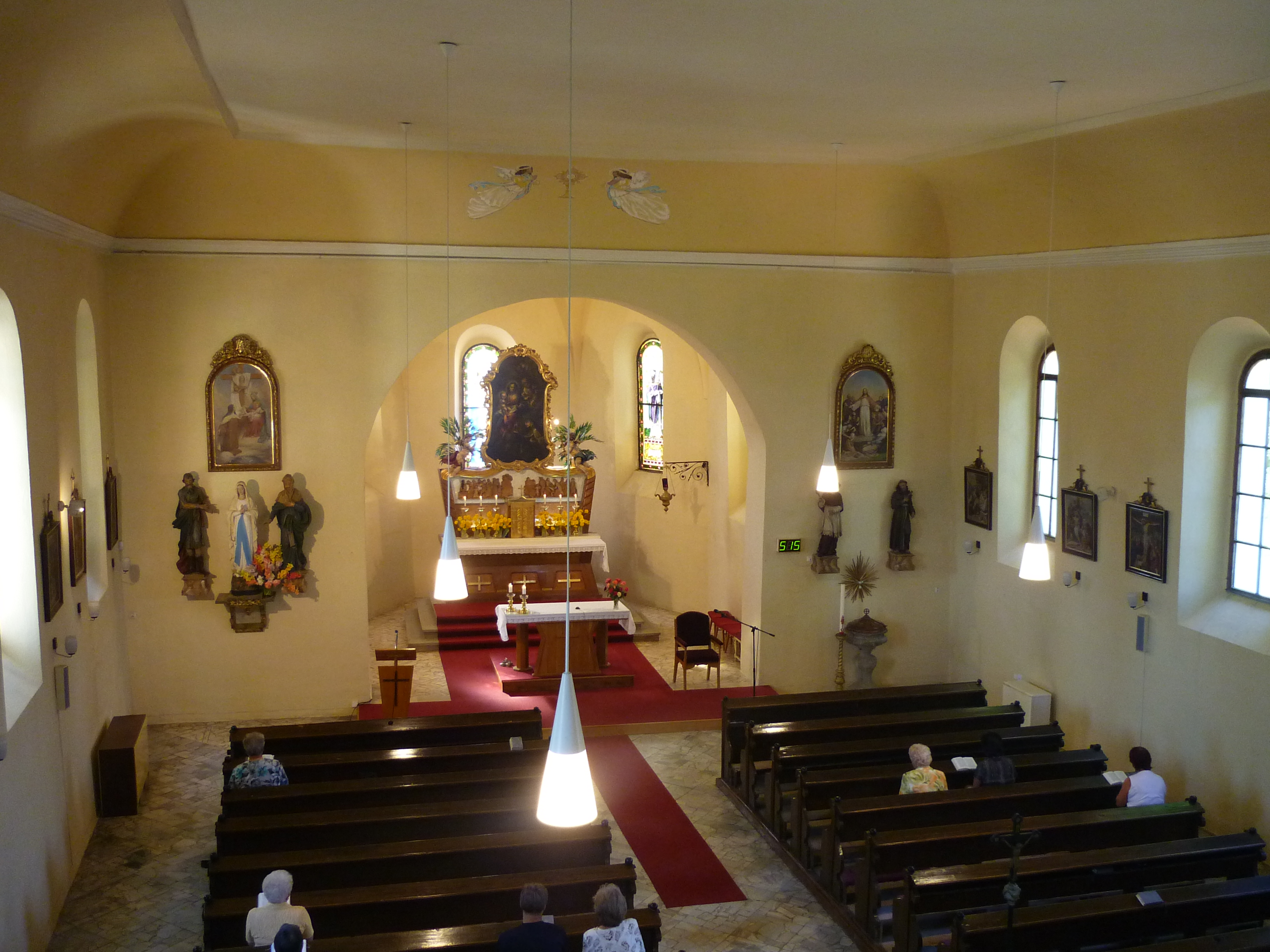
Pohled do interiéru

Jedná se o jednolodní stavbu s odsazeným kněžištěm, k němuž v severním koutě přiléhá poněkud odkloněná hranolová věž, a obdélníkovou lodí.Hladké fasády jsou prolomeny úzkými, půlkruhově završenými okny. Kněžiště je zaklenuto křížově s lunetovým závěrem. V západní části je hudební kruchta nesená hranolovými pilíři.
Jednou ze zajímavostí kostela je věž, která je nejvychýlenější kostelní věží v České republice.